# Керрі Генн
Керолайн Мері «Керрі» Генн (англ. Caroline Marie «Carrie» Henn) — американська акторка, відома завдяки своїй єдиній ролі дівчинки Ребекки «Ньют» Джорден у фільмі Чужі (1986).

## Біографія

### Дитинство
Батько Керрі служив у Військово-повітряних силах США і приблизно у середині 1980-х, через свої службові зобов'язання, разом зі своєю сім'єю переїхав до Англії. Там Керрі ходила до школи в Лейкенхіті, під час навчання в якій і знялася в Чужих, пройшовши кастинг серед 500 дітей своєї школи.

### Чужі
Джеймс Кемерон, зважившись знімати Чужих, зрештою зіткнувся з проблемою: персонажі були американцями, що дуже ускладнило пошук акторів, оскільки головною вимогою від кандидатів було вміння говорити з американським акцентом. Як і стосовно Ньют, агентам із кастингу доручили шукати кандидатів серед дітей американців, які живуть в Англії, або тих, хто народився в Америці. Керрі знайшла агент з кастингу з кіностудії Pinewood Сара Джексон, яка помітила її в її шкільній їдальні під час ланчу.
За словами продюсерки Гейл Енн Герд, спершу на роль Ньют намагалися відбирати дітей, які вже мали досвід роботи на сцені та в рекламі, але щоразу вони заходили у суперечність зі своєю роллю, посміхаючись під час прослуховування, що не відповідало цьому образу. 9-річна Керрі Генн, за її словами, була єдиною, хто так не робив. Незважаючи на те, що Керрі не мала жодного акторського досвіду і навіть не грала в шкільному театрі, її проби сподобалися відбірковій комісії. Підсумковим рішенням стало те, що під час першої зустрічі з Сігурні Вівер Керрі відразу встановила з нею тісний контакт. Батьки Керрі неохоче дали згоду на її участь у зйомках, побоюючись, що вона набереться нецензурної лексики від акторів, які грали десантників. На їхнє ж прохання були найняті ще дві дівчинки, Луїза Гед і Кіран Ша, як дублери Керрі для технічно складних сцен, хоча їх зняли лише в обмеженій кількості кадрів, оскільки майже всі трюки Керрі виконувала сама. Батьки часто були присутні на знімальному майданчику, що дуже не подобалося Кемерону, бо він вважав, що Керрі тоді не зможе відобразити потрібні емоції самотності, бо за сюжетом Ньют перебувала в глибокому стресі.
Вона проводила багато часу з Вівер, оскільки вони брали участь практично у всіх зйомках сцен із візуальними ефектами на кшталт блакитного або проекційного екрана. В останні тижні зйомок (оскільки фільм знімали в хронологічному порядку) основне навантаження лягало саме на їхніх персонажів.
За роль Ньют, у 1987 році Керрі отримала премію «Сатурн» у номінації «Найкращий молодий актор або акторка». Того ж року вона була номінована на премію «Молодий актор».

### Після «Чужих»
У 1992 році Керрі разом із Сігурні Вівер була присутня на прем'єрі Чужого 3, де пізніше обидві виказували відразу, як реакцію на сцену, в якій показали мертве тіло Ньют. Через якийсь час вони разом також відвідали відкриття "Alien War" у Лондоні, атракціону зробленого за мотивом фільму.
1994 року Керрі закінчила середню школу в Атвотері, штат Каліфорнія, і вступила до Університету штату Каліфорнія, у Терлоці, який закінчила в червні 2000 року з високим ступенем у вільних науках. Водночас вона працювала в оптовій корпорації Costco в Мерседі.
У 2003 році вона була номінована на «DVD Exclusive Awards» за її DVD-коментарі до Alien Quadrilogy.
2 липня 2005 року Керрі вийшла заміж за свого однокурсника Натана Кутчера, який, як і вона, має високий ступінь, однак у судовому правосудді. Вони виховують доньку.
У Керрі є старший за неї на два роки брат Крістофер, який разом із нею знімався в Чужих, де зіграв її екранного брата Тіма, але його роль спочатку скоротили в сценарії, а потім повністю вирізали під час монтажу з прокатної версії. Про Крістофера відомо тільки те, що він у 2001 році працював виконавчим директором. Разом із ним Керрі давала відеоінтерв'ю до додаткових матеріалів Alien Quadrilogy.
Нині Керрі живе поблизу округу Станіслаус, де працює шкільним учителем. Не маючи тепер майже ніякого відношення до кіно (вона лише зрідка відвідує різні заходи, присвячені фільму), вона все одно продовжує переписуватися із Сігурні Вівер. У липні 2016 року вона відвідала фестиваль San Diego Comic-Con, де, з нагоди 30-річчя виходу фільму, знову був зібраний його оригінальний акторський склад.
Хоча роль Ньют так і залишилася в неї єдиною і після неї вона ніде не грала, навіть у шкільних постановках (і неодноразово заявляла, що не має наміру повертатися до роботи в кіно), за непідтвердженими даними, Керрі мала знятися у фільмі Чужий 5 Нілла Блумкампа, де зіграла б у сценах спогадів матір Ньют Енн Джордан, але проєкт у підсумку було скасовано.

## Нагороди та номінації
| Нагорода             | Рік  | Фільм             | Категорія                                   | Результат |
| -------------------- | ---- | ----------------- | ------------------------------------------- | --------- |
| Сатурн               | 1987 | Чужі              | Найкраща роль молодого актора чи акторки    | Перемога  |
| Молодий актор        | 1987 | Чужі              | Найкраща роль другого плану молодої акторки | Номінація |
| DVD Exclusive Awards | 2003 | Квадрологія Чужий | Найкращий DVD-коментар                      | Номінація |